# Muscle quatrième fibulaire

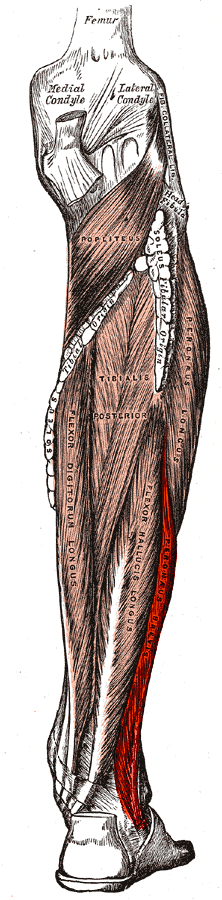
Le muscle court fibulaire.

Le muscle quatrième fibulaire (en latin Musculum Peroneus Quartus) est un muscle surnuméraire de la loge latérale de la jambe qui s'étend de la face latérale de l'os fibula au premier métatarsien du pied.

## Origine
Le muscle quatrième fibulaire a pour origine le corps musculaire du muscle court fibulaire.

## Terminaison
Le muscle quatrième fibulaire a pour terminaison le tendon du muscle long fibulaire.

## Action
Tout comme les muscles court et long fibulaires, il est fléchisseur plantaire du pied sur la jambe, abducteur et rotateur latéral du pied.